# Гвемар II (князь Салерно)
Гвемар II, иногда называемый Gybbosus, то есть Горбатый (умер 4 июня 946) — князь Салерно в 900/901—946 годах, с 893 года соправитель своего отца Гвемара I. Его правление было благополучным, что позволило ему построить в Салерно новый княжеский дворец, дворцовую церковь и восстановить чеканку золотой монеты.

## Биография
Первоначально Гвемар II был лояльным к Византии и получил от императора титулы патриция и протоспафария. Одновременно Гвемар II укрепил союз с объединенными княжествами Беневенто и Капуя, взяв в жёны Гаительгриму, дочь князя Беневенто и Капуи Атенульфа II. В это же время будущий князь Беневенто и Капуи Атенульф III женился на Ротильде, дочери Гвемара II от первого брака. В союзе с Византией, Беневенто, Неаполем, Гаэтой, Сполето и папой Гвемар II принял участие в битве при Гарильяно (915 год), в которой объединённые силы итальянских государств разбили арабов.
В 923—926 годах Гвемар II вместе с капуанским князем Ландульфом I начали войну против Византии, одновременно атаковав Апулию и Кампанию. Действия Гвемара II были успешными, а вот его капуанский союзник, даже при поддержке герцога Теобальда Сполетского, потерпел поражение. Поэтому уже в 930 году Гвемар II вновь объявил о своей лояльности к Византии.
Гвемар II по меркам своего времени был благочестивым князем: вносил пожертвования в фамильный монастырь Сан-Массимо и реформировал салернские монастыри в духе клюнийской реформы.
В 943 году Гвемар II сделал своим соправителем старшего сына от второго брака Гизульфа (некоторые источники указывают на существование сына от первого брака Гвемара, которого, если такой существовал, следует называть Гвемаром III, что вносит путаницу в дальнейшую нумерацию Гвемаров Салернских). 4 июня 946 года Гвемар II скончался и несовершеннолетний Гизульф I наследовал ему.